# 中川伊作

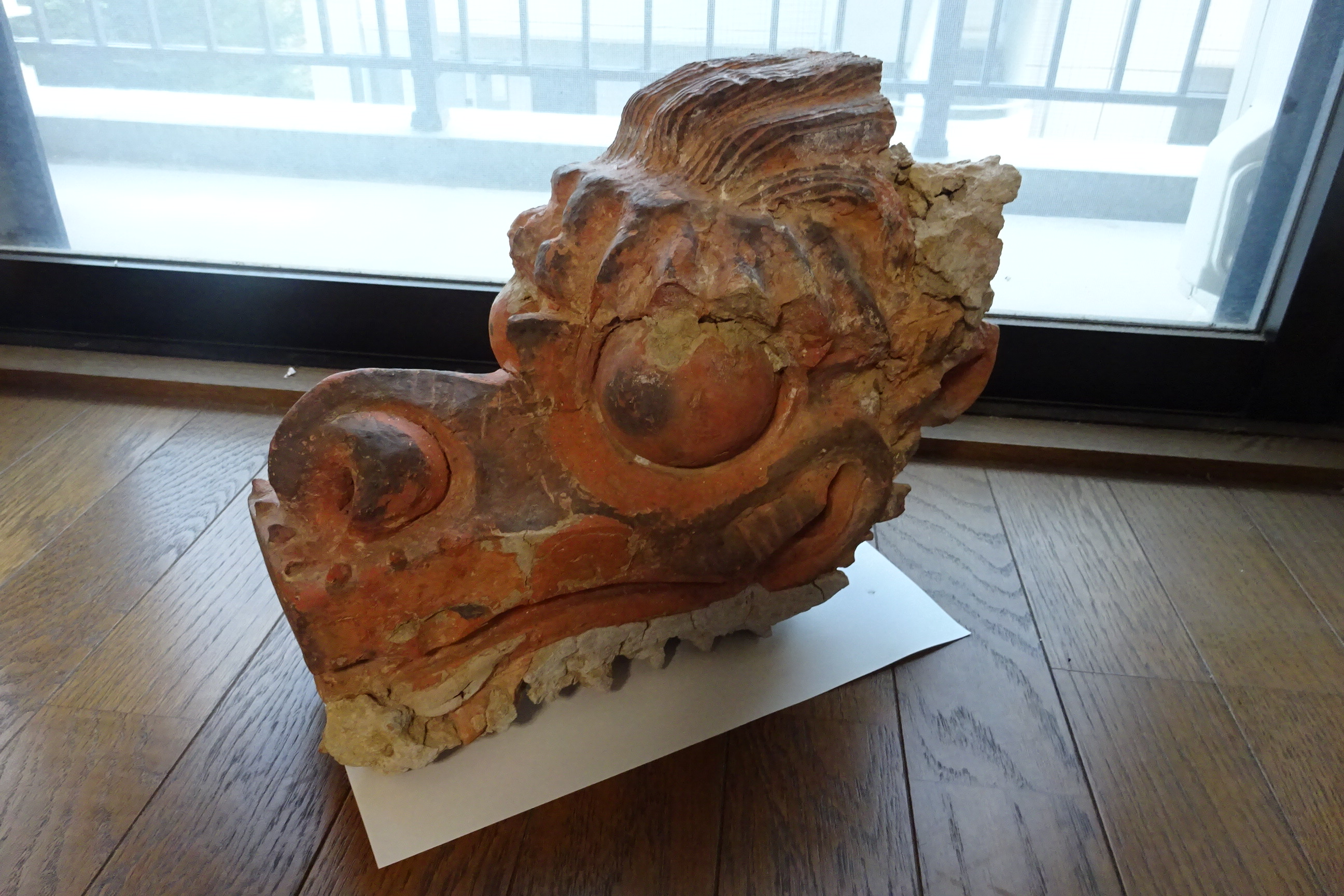
龍頭（大）ホテル日航立川

中川 伊作（なかがわ いさく、1899年4月1日 - 2000年1月2日）は、京都府生まれの陶芸家、版画家。沖縄の南蛮焼き締めでは、島武己、國吉清尚との3人が著名。

## 経歴
1921年、京都市立絵画専門学校卒業。
1928年、日本創作版画協会最初の会員となる。
1930年～1932年、文部省主催日本版画巡回展（ルーブル、マドリッド、ジュネーブ、ロンドン、ニューヨーク等美術館展示）。
1938年、南蛮焼コレクション百点を京都国立博物館に展示、柳宗悦ら民芸協会員の沖縄行きの契機となる。
1941年、『南方華布』（京都書院刊）を刊行。
1960年、渡米、サンフランシスコを中心に各地で個展、木版画の紹介に努める。
1964年、サンフランシスコ・ルドルフセーファー美術学校の客員教授となり州立大学他、教育機関において東洋画の講義。その間海外展10数回、サンフランシスコ市長より金鍵受賞。
1967年、メキシコ・グァテマラにスケッチ旅行。
1972年、沖縄にて南蛮焼の作陶を始める。
1977年～1990年、沖縄市知花に登り窯を築く（知花南蛮窯）、以後、東京、名古屋、大阪、山口、北九州、沖縄、各地にて南蛮陶器と木版画の個展。
1981年～1987年、寺元進（天狗寺陶白人）が助手となる。
2000年1月2日、死没。

## 沖縄と南蛮焼き締め陶芸への思い
中川伊作は、京都市立美術工芸学校を経て京都市立絵画専門学校で日本画を学び、卒業後も国画創作協会展などに日本画を出品しているが、昭和3年、京都寺町の山本画箋堂で開催された木版画講習会への参加を機に、版画に傾倒していく。翌年には、京都絵画専門学校で同じく日本画を学んだ麻田辨二、浅野竹二、徳力富吉郎らとともに京都創作版画協会を結成、その後は日本創作版画協会展や国画会展、関西創作版画展、京都工芸美術展などに参加、出品する。昭和11年の「日本の古版画と現代版画」展への出品作は、スイス、スペイン、アメリカなどの各地を巡回した。
中川が初めて沖縄を訪れたのは昭和4年、以後の版画作品に《琉球の女》《守禮門》など沖縄を主題としたものも多くなり、中川がいかに沖縄に魅せられていたかがうかがい知れる、その熱い視線は鉢や甕などの沖縄のやきものにも注がれた。現地で蒐集したものやプロデュースしたと思われるものを持ち帰り、昭和13年、御賜京都博物館（現京都国立博物館）で紹介している。昭和47年、73歳で沖縄に渡って作陶をはじめ、5年後には本格的な登り窯（知花南蛮窯）を築き、版画と陶芸の個展を各地で開催するなど精力的に活動した。
　